# FC Barcelona in het seizoen 2019/20
Dit artikel geeft een overzicht van FC Barcelona in het seizoen 2019/20. In dit seizoen deed de Spaanse club mee aan de Supercopa, de Primera División, de Copa del Rey en de Champions League.

## Spelerskern 2019-2020
| Nr.           | Naam                  | Nationaliteit | Geboortedatum | Vorige club                   | Opgeleid bij FC Barcelona |
| ------------- | --------------------- | ------------- | ------------- | ----------------------------- | ------------------------- |
| Keepers       |                       |               |               |                               |                           |
| 1             | Marc-André ter Stegen | Duitsland     | 30-04-1992    | Bor. M'gladbach (2011–2014)   |                           |
| 13            | Neto                  | Brazilië      | 19-07-1989    | Valencia CF (2017–2019)       |                           |
| Verdedigers   |                       |               |               |                               |                           |
| 2             | Nélson Semedo         | Portugal      | 16-11-1993    | Benfica (2013–2017)           |                           |
| 3             | Gerard Piqué 3        | Spanje        | 02-02-1987    | Manchester Utd (2007–2008)    | cantera FC Barcelona      |
| 6             | Jean-Clair Todibo     | Frankrijk     | 30-12-1999    | Toulouse FC (2018–2019)       |                           |
| 15            | Clément Lenglet       | Frankrijk     | 17-06-1995    | Sevilla FC (2017–2018)        |                           |
| 16            | Moussa Wagué          | Senegal       | 04-10-1998    | KAS Eupen (2017–2018)         |                           |
| 18            | Jordi Alba            | Spanje        | 21-03-1989    | Valencia CF (2007–2012)       | cantera FC Barcelona      |
| 23            | Samuel Umtiti         | Frankrijk     | 14-11-1993    | Olympique Lyon (2012–2016)    |                           |
| 24            | Junior Firpo          | Spanje        | 22-08-1996    | Real Betis (2018–2019)        |                           |
| Middenvelders |                       |               |               |                               |                           |
| 4             | Ivan Rakitić          | Kroatië       | 10-03-1988    | Sevilla FC (2011–2014)        |                           |
| 5             | Sergio Busquets 2     | Spanje        | 16-07-1988    | /                             | cantera FC Barcelona      |
| 8             | Arthur                | Brazilië      | 12-08-1996    | Grêmio (2015–2018)            |                           |
| 12            | Rafinha               | Brazilië      | 12-02-1993    | /                             | cantera FC Barcelona      |
| 19            | Carles Aleñá          | Spanje        | 05-01-1998    | /                             | cantera FC Barcelona      |
| 20            | Sergi Roberto 4       | Spanje        | 07-02-1992    | /                             | cantera FC Barcelona      |
| 21            | Frenkie de Jong       | Nederland     | 12-07-1997    | AFC Ajax (2016–2019)          |                           |
| 22            | Arturo Vidal          | Chili         | 22-05-1987    | FC Bayern München (2015–2018) |                           |
|               | Arda Turan            | Turkije       | 30-01-1987    | Atlético Madrid (2011–2015)   |                           |
| Aanvallers    |                       |               |               |                               |                           |
| 9             | Luis Suárez           | Uruguay       | 24-01-1987    | Liverpool (2011–2014)         |                           |
| 10            | Lionel Messi          | Argentinië    | 24-06-1987    | /                             | cantera FC Barcelona      |
| 11            | Ousmane Dembélé       | Frankrijk     | 15-05-1997    | Borussia Dortmund (2016–2017) |                           |
| 17            | Antoine Griezmann     | Frankrijk     | 21-03-1991    | Atlético Madrid (2014–2019)   |                           |
| 19            | Martin Braithwaite    | Denemarken    | 05-06-1991    | CD Leganés (2019–2020)        |                           |
| 27            | Carles Pérez          | Spanje        | 16-02-1998    | /                             | cantera FC Barcelona      |
| 31            | Ansu Fati             | Spanje        | 31-10-2002    | /                             | cantera FC Barcelona      |

 = Aanvoerder

### Technische staf
|                 |                                                                                    |               |
| Functie         | Naam                                                                               | Nationaliteit |
| Coach           | Ernesto Valverde (tot 13 januari 2020) Quique Setién (sinds 13 januari 2020)(foto) | Spanje        |
| Assistent-coach | Jon Aspiazu                                                                        | Spanje        |
| Fitnesscoach    | José Antonio Pozanco                                                               | Spanje        |
| Fitnesscoach    | Edu Pons                                                                           | Spanje        |
| Fitnesscoach    | Antonio Gómez                                                                      | Spanje        |
| Keeperstrainer  | José Ramón de la Fuente                                                            | Spanje        |

## Resultaten
Een overzicht van de competities waaraan Barcelona in het seizoen 2019/20 deelnam.
| Primera División | Copa del Rey | Supercopa    | Champions League |
| ---------------- | ------------ | ------------ | ---------------- |
|                  |              |              |                  |
| Eerste*          | Kwartfinale  | Halve finale | Achtste finale*  |

- *=FC Barcelona is nog actief in dit toernooi

## Transfers

### Zomer
| Naam                 | Nationaliteit          | Van/naar              | Prijs             |
| -------------------- | ---------------------- | --------------------- | ----------------- |
| Inkomend             |                        |                       |                   |
| Antoine Griezmann    | Frankrijk              | Atlético Madrid       | € 120.000.000     |
| Frenkie de Jong      | Nederland              | AFC Ajax              | € 75.000.000      |
| Neto                 | Brazilië               | Valencia              | € 26.000.000      |
| Junior Firpo         | Dominicaanse Republiek | Real Betis            | € 18.000.000      |
| Emerson              | Brazilië               | Atlético Mineiro      | € 12.000.000      |
| Marc Cucurella       | Spanje                 | SD Eibar              | € 4.000.000       |
| Marc Cucurella       | Spanje                 | SD Eibar              | Einde van verhuur |
| Marc Cardona         | Spanje                 | SD Eibar              | Einde van verhuur |
| André Gomes          | Portugal               | Everton               | Einde van verhuur |
| Adrián Ortolá        | Spanje                 | Deportivo La Coruña   | Einde van verhuur |
| Paco Alcácer         | Spanje                 | Borussia Dortmund     | Einde van verhuur |
| Douglas              | Brazilië               | Sivasspor             | Einde van verhuur |
| Sergi Palencia       | Spanje                 | Bordeaux              | Einde van verhuur |
| Denis Suárez         | Spanje                 | Arsenal               | Einde van verhuur |
| TOTAAL UITGAVEN:     | TOTAAL UITGAVEN:       | TOTAAL UITGAVEN:      | € 255.000.000     |
| Uitgaand             |                        |                       |                   |
| Malcom               | Brazilië               | Zenit Sint-Petersburg | 40.000.000        |
| Jasper Cillessen     | Nederland              | Valencia              | € 35.000.000      |
| André Gomes          | Portugal               | Everton               | € 25.000.000      |
| Paco Alcácer         | Spanje                 | Borussia Dortmund     | € 21.000.000      |
| Denis Suárez         | Spanje                 | Celta de Vigo         | € 12.900.000      |
| Emerson              | Brazilië               | Real Betis            | € 6.000.000       |
| Marc Cardona         | Spanje                 | Osasuna               | € 2.500.000       |
| Marc Cucurella       | Spanje                 | SD Eibar              | € 2.000.000       |
| Sergi Palencia       | Spanje                 | Saint-Étienne         | € 2.000.000       |
| Douglas              | Brazilië               | Beşiktaş JK           | Transfervrij      |
| Adrián Ortolá        | Spanje                 | CD Tenerife           | Transfervrij      |
| Thomas Vermaelen     | België                 | Vissel Kobe           | Transfervrij      |
| Philippe Coutinho    | Brazilië               | Bayern München        | Verhuur           |
| Rafinha              | Brazilië               | Celta de Vigo         | Verhuur           |
| Juan Miranda         | Spanje                 | FC Schalke 04         | Verhuur           |
| Marc Cucurella       | Spanje                 | Getafe                | Verhuur           |
| Oriol Busquets       | Spanje                 | FC Twente             | Verhuur           |
| Jeison Murillo       | Colombia               | Valencia              | Einde huur        |
| Kevin-Prince Boateng | Ghana                  | US Sassuolo           | Einde huur        |
| TOTAAL INKOMEN:      | TOTAAL INKOMEN:        | TOTAAL INKOMEN:       | € 146.400.000     |

### Winter
| Naam               | Nationaliteit    | Van/naar            | Prijs          |
| ------------------ | ---------------- | ------------------- | -------------- |
| Inkomend           |                  |                     |                |
| Martin Braithwaite | Denemarken       | CD Leganés          | € 18.000.000   |
| Arda Turan         | Turkije          | Istanbul Başakşehir | Einde huur     |
| TOTAAL UITGAVEN:   | TOTAAL UITGAVEN: | TOTAAL UITGAVEN:    | € € 18.000.000 |
| Uitgaand           |                  |                     |                |
| Jean-Clair Todibo  | Frankrijk        | Schalke 04          | Huur           |
| Carles Aleñá       | Spanje           | Real Betis          | Huur           |
| TOTAAL INKOMEN:    | TOTAAL INKOMEN:  | TOTAAL INKOMEN:     | € 0            |

## Uitrustingen
Shirtsponsor(s): Rakuten / Beko

Sportmerk: Nike
| Thuis | Uit | Alternatief |

## Supercopa
| Wedstrijddetails                                                     | Thuisploeg              | Uitslag             | Uitploeg                              | Opstelling                                                                                                   | Kaarten                                   |
| -------------------------------------------------------------------- | ----------------------- | ------------------- | ------------------------------------- | --- | ----------------------------------------- |
| Halve finale                                                         |                         |                     |                                       | |                                           |
| 9 januari 2020 22:00 King Abdullah Sports City Jeddah (Saudi-Arabië) | FC Barcelona            | 2 – 3               | Atlético Madrid                       | Neto Roberto, Piqué, Umtiti, Alba Vidal, Busquets (86' Rakitić), de Jong (88' Fati) Messi, Suárez, Griezmann | 31' Piqué 45+3' Suárez 77' Vidal 80' Neto |
| 9 januari 2020 22:00 King Abdullah Sports City Jeddah (Saudi-Arabië) | 51' Messi 62' Griezmann | 0–1 1–1 2–1 2–2 2–3 | 46' Koke 81' Morata (pen.) 86' Correa | Neto Roberto, Piqué, Umtiti, Alba Vidal, Busquets (86' Rakitić), de Jong (88' Fati) Messi, Suárez, Griezmann | 31' Piqué 45+3' Suárez 77' Vidal 80' Neto |

## Primera División

### Wedstrijden
| Wedstrijddetails                                                   | Thuisploeg                                               | Uitslag                     | Uitploeg                              | Opstelling | Kaarten                                                                         |
| ------------------------------------------------------------------ | -------------------------------------------------------- | --------------------------- | ------------------------------------- | --- | ------------------------------------------------------------------------------- |
| Heenronde                                                          |                                                          |                             |                                       | |                                                                                 |
| 16 augustus 2019 21:00 San Mamés Bilbao                            | Athletic Bilbao                                          | 1–0                         | FC Barcelona                          | Ter Stegen Semedo, Piqué, Lenglet, Alba Roberto (76' Pérez), de Jong, Aleñà (46' Rakitić) Dembélé, Suárez (37' Rafinha), Griezmann      | 60' Piqué                                                                       |
| 16 augustus 2019 21:00 San Mamés Bilbao                            | 89' Aduriz                                               | 1–0                         |                                       | Ter Stegen Semedo, Piqué, Lenglet, Alba Roberto (76' Pérez), de Jong, Aleñà (46' Rakitić) Dembélé, Suárez (37' Rafinha), Griezmann      | 60' Piqué                                                                       |
| 25 augustus 2019 21:00 Camp Nou Barcelona                          | FC Barcelona                                             | 5–2                         | Real Betis                            | Ter Stegen Semedo, Piqué, Lenglet, Alba Roberto, Busquets (74' Vidal), de Jong Pérez (78' Fati), Griezmann, Rafinha (81' Firpo)         | 32' Piqué                                                                       |
| 25 augustus 2019 21:00 Camp Nou Barcelona                          | 41' Griezmann 50' Griezmann 56' Pérez 60' Alba 77' Vidal | 0–1 1–1 2–1 3–1 4–1 5–1 5–2 | 15' Fekir 79' Morón                   | Ter Stegen Semedo, Piqué, Lenglet, Alba Roberto, Busquets (74' Vidal), de Jong Pérez (78' Fati), Griezmann, Rafinha (81' Firpo)         | 32' Piqué                                                                       |
| 31 augustus 2019 17:00 Estadio El Sadar Pamplona                   | CA Osasuna                                               | 2–2                         | FC Barcelona                          | Ter Stegen Semedo (46' Fati), Piqué, Lenglet, Alba Roberto, Busquets, de Jong (82' Vidal) Pérez, Griezmann, Rafinha (53' Arthur)        | 32' Roberto 37' de Jong 82' Piqué 90+4' Lenglet                                 |
| 31 augustus 2019 17:00 Estadio El Sadar Pamplona                   | 7' Morales 81' Morales (pen.)                            | 1–0 1–1 1–2 2–2             | 51' Fati 64' Arthur                   | Ter Stegen Semedo (46' Fati), Piqué, Lenglet, Alba Roberto, Busquets, de Jong (82' Vidal) Pérez, Griezmann, Rafinha (53' Arthur)        | 32' Roberto 37' de Jong 82' Piqué 90+4' Lenglet                                 |
| 14 september 2019 21:00 Camp Nou Barcelona                         | FC Barcelona                                             | 5–2                         | Valencia CF                           | Ter Stegen Semedo, Piqué, Lenglet, Alba de Jong (70' Rakitić), Busquets, Arthur (73' Vidal) Pérez, Griezmann, Fati (60' Suárez)         | 53' Alba                                                                        |
| 14 september 2019 21:00 Camp Nou Barcelona                         | 2' Fati 7' de Jong 51' Piqué 61' Suárez 82' Suárez       | 1–0 2–0 2–1 3–1 4–1 5–1 5–2 | 27' Gameiro 90+2' Gómez               | Ter Stegen Semedo, Piqué, Lenglet, Alba de Jong (70' Rakitić), Busquets, Arthur (73' Vidal) Pérez, Griezmann, Fati (60' Suárez)         | 53' Alba                                                                        |
| 21 september 2019 21:00 Estadio Nuevo Los Cármenes Granada         | Granada CF                                               | 2–0                         | FC Barcelona                          | Ter Stegen Semedo, Piqué, Lenglet, Firpo (46' Fati) Roberto, de Jong, Rakitić (62' Vidal) Pérez (46' Messi), Suárez, Griezmann          | 21' Suárez 45' Piqué                                                            |
| 21 september 2019 21:00 Estadio Nuevo Los Cármenes Granada         | 2' Azeez 66' Vadillo (pen.)                              | 1–0 2–0                     |                                       | Ter Stegen Semedo, Piqué, Lenglet, Firpo (46' Fati) Roberto, de Jong, Rakitić (62' Vidal) Pérez (46' Messi), Suárez, Griezmann          | 21' Suárez 45' Piqué                                                            |
| 24 september 2019 21:00 Camp Nou Barcelona                         | FC Barcelona                                             | 2–1                         | Villarreal CF                         | Ter Stegen Roberto, Piqué, Lenglet, Firpo Roberto (63' de Jong), Busquets, Arthur Messi (46' Dembélé), Suárez (78' Fati), Griezmann     | 26' Roberto 47' Griezmann 82' Firpo 90' Busquets                                |
| 24 september 2019 21:00 Camp Nou Barcelona                         | 6' Griezmann 15' Arthur                                  | 1–0 2–0 2–1                 | 44' Cazorla                           | Ter Stegen Roberto, Piqué, Lenglet, Firpo Roberto (63' de Jong), Busquets, Arthur Messi (46' Dembélé), Suárez (78' Fati), Griezmann     | 26' Roberto 47' Griezmann 82' Firpo 90' Busquets                                |
| 28 september 2019 16:00 Coliseum Alfonso Pérez Getafe              | Getafe CF                                                | 0–2                         | FC Barcelona                          | Ter Stegen Roberto, Piqué, Lenglet, Firpo de Jong, Busquets (80' Rakitić), Arthur Pérez (86' Tobido), Suárez, Griezmann (75' Semedo)    | 44' Busquets 47' Lenglet 77' Roberto 82' Lenglet                                |
| 28 september 2019 16:00 Coliseum Alfonso Pérez Getafe              |                                                          | 0–1 0–2                     | 41' Suárez 49' Firpo                  | Ter Stegen Roberto, Piqué, Lenglet, Firpo de Jong, Busquets (80' Rakitić), Arthur Pérez (86' Tobido), Suárez, Griezmann (75' Semedo)    | 44' Busquets 47' Lenglet 77' Roberto 82' Lenglet                                |
| 6 oktober 2019 21:00 Camp Nou Barcelona                            | FC Barcelona                                             | 4–0                         | Sevilla                               | Ter Stegen Roberto, Tobido (73' Araújo), Piqué, Semedo Vidal (70' Rakitić), de Jong, Arthur (65' Busquets) Messi, Suárez, Dembélé       | 39' Semedo 53' Dembélé 64' Suárez 84' Piqué 87' Araújo 88' Dembélé 88' Busquets |
| 6 oktober 2019 21:00 Camp Nou Barcelona                            | 27' Suárez 32' Vidal 35' Dembélé 78' Messi               | 1–0 2–0 3–0 4–0             |                                       | Ter Stegen Roberto, Tobido (73' Araújo), Piqué, Semedo Vidal (70' Rakitić), de Jong, Arthur (65' Busquets) Messi, Suárez, Dembélé       | 39' Semedo 53' Dembélé 64' Suárez 84' Piqué 87' Araújo 88' Dembélé 88' Busquets |
| 19 oktober 2019 13:00 Estadio Municipal de Ipurua Eibar            | SD Eibar                                                 | 0–3                         | FC Barcelona                          | Ter Stegen Roberto (46' Semedo), Umtiti, Lenglet, Alba de Jong (79' Rakitić), Busquets, Arthur (71' Vidal) Messi, Suárez, Griezmann     |                                                                                 |
| 19 oktober 2019 13:00 Estadio Municipal de Ipurua Eibar            |                                                          | 0–1 0–2 0–3                 | 13' Griezmann 58' Messi 66' Suárez    | Ter Stegen Roberto (46' Semedo), Umtiti, Lenglet, Alba de Jong (79' Rakitić), Busquets, Arthur (71' Vidal) Messi, Suárez, Griezmann     |                                                                                 |
| 28 oktober 2019 21:15 Camp Nou Barcelona                           | FC Barcelona                                             | 5–1                         | Real Valladolid                       | Ter Stegen Semedo, Piqué, Lenglet, Alba (78' Roberto) Vidal, Busquets, de Jong (60' Rakitić) Messi, Suárez, Fati (63' Griezmann)        |                                                                                 |
| 28 oktober 2019 21:15 Camp Nou Barcelona                           | 2' Lenglet 29' Vidal 34' Messi 75' Messi 77' Suárez      | 1–0 1–1 2–1 3–1 4–1 5–1     | 15' Kiko                              | Ter Stegen Semedo, Piqué, Lenglet, Alba (78' Roberto) Vidal, Busquets, de Jong (60' Rakitić) Messi, Suárez, Fati (63' Griezmann)        |                                                                                 |
| 2 november 2019 16:00 Estadi Ciutat de València Valencia           | Levante UD                                               | 3–1                         | FC Barcelona                          | Ter Stegen Roberto, Piqué, Lenglet, Semedo Vidal (64' Busquets), de Jong, Arthur (66' Fati) Messi, Suárez (41' Pérez), Griezmann        | 12' Arthur 56' Griezmann 66' Piqué 67' Lenglet 81' Roberto 86' Fati             |
| 2 november 2019 16:00 Estadi Ciutat de València Valencia           | 61' Campaña 63' Mayoral 68' Radoja                       | 0–1 1–1 2–1 3–1             | 38' Messi (pen.)                      | Ter Stegen Roberto, Piqué, Lenglet, Semedo Vidal (64' Busquets), de Jong, Arthur (66' Fati) Messi, Suárez (41' Pérez), Griezmann        | 12' Arthur 56' Griezmann 66' Piqué 67' Lenglet 81' Roberto 86' Fati             |
| 9 november 2019 21:00 Camp Nou Barcelona                           | FC Barcelona                                             | 4–1                         | Celta de Vigo                         | Ter Stegen Semedo (23' Busquets), Piqué, Umtiti, Firpo de Jong, Roberto, Arthur Messi, Griezmann (73' Suárez), Fati (46' Dembélé)       | 25' Umtiti 40' Messi 52' Roberto 88' Busquets                                   |
| 9 november 2019 21:00 Camp Nou Barcelona                           | 23' Messi (pen.) 45+1' Messi 48' Messi 85' Busquets      | 1–0 2–0 2–1 3–1 4–1         | 42' Olazo                             | Ter Stegen Semedo (23' Busquets), Piqué, Umtiti, Firpo de Jong, Roberto, Arthur Messi, Griezmann (73' Suárez), Fati (46' Dembélé)       | 25' Umtiti 40' Messi 52' Roberto 88' Busquets                                   |
| 23 november 2019 13:00 Estadio Municipal de Butarque Leganés       | CD Leganés                                               | 1–2                         | FC Barcelona                          | Ter Stegen Wagué, Piqué, Umtiti, Firpo de Jong (70' Fati), Busquets (57' Rakitić) Dembélé, Messi, Griezmann (57' Vidal) Suárez          | 32' Busquets 90' Vidal                                                          |
| 23 november 2019 13:00 Estadio Municipal de Butarque Leganés       | 12' En-Nesyri                                            | 1–0 1–1 1–2                 | 53' Suárez 79' Vidal                  | Ter Stegen Wagué, Piqué, Umtiti, Firpo de Jong (70' Fati), Busquets (57' Rakitić) Dembélé, Messi, Griezmann (57' Vidal) Suárez          | 32' Busquets 90' Vidal                                                          |
| 1 december 2019 21:00 Estadio Wanda Metropolitano Madrid           | Atlético Madrid                                          | 0–1                         | FC Barcelona                          | Ter Stegen Roberto, Piqué (83' Umtiti), Lenglet, Firpo de Jong, Rakitić, Arthur (73' Vidal) Messi, Suárez, Griezmann                    | 18' Firpo 32' Piqué 51' Rakitić 65' Lenglet                                     |
| 1 december 2019 21:00 Estadio Wanda Metropolitano Madrid           |                                                          | 0–1                         | 86' Messi                             | Ter Stegen Roberto, Piqué (83' Umtiti), Lenglet, Firpo de Jong, Rakitić, Arthur (73' Vidal) Messi, Suárez, Griezmann                    | 18' Firpo 32' Piqué 51' Rakitić 65' Lenglet                                     |
| 7 december 2019 21:00 Camp Nou Barcelona                           | FC Barcelona                                             | 5–2                         | RCD Mallorca                          | Ter Stegen Roberto, Piqué, Lenglet, Firpo Rakitić (72' Aleñá), Busquets, de Jong (64' Vidal) Messi, Suárez, Griezmann (85' Pérez)       | 8' Roberto 67' Piqué 79' Vidal                                                  |
| 7 december 2019 21:00 Camp Nou Barcelona                           | 7' Griezmann 17' Messi 41' Messi 43' Suárez 83' Messi    | 1–0 2–0 2–1 3–1 4–1 4–2 5–2 | 35' Budimir 64' Budimir               | Ter Stegen Roberto, Piqué, Lenglet, Firpo Rakitić (72' Aleñá), Busquets, de Jong (64' Vidal) Messi, Suárez, Griezmann (85' Pérez)       | 8' Roberto 67' Piqué 79' Vidal                                                  |
| 14 december 2019 16:00 Estadio Anoeta San Sebastián                | Real Sociedad                                            | 2–2                         | FC Barcelona                          | Ter Stegen Roberto, Piqué, Lenglet, Alba (Semedo) Rakitić (79' Vidal), Busquets (73' Aleñá), de Jong, Alba Messi, Suárez, Griezmann     | 74' Suárez                                                                      |
| 14 december 2019 16:00 Estadio Anoeta San Sebastián                | 12' Oyarzabal (pen.) 62' Isak                            | 1–0 1–1 1–2 2–2             | 38' Griezmann 40' Suárez              | Ter Stegen Roberto, Piqué, Lenglet, Alba (Semedo) Rakitić (79' Vidal), Busquets (73' Aleñá), de Jong, Alba Messi, Suárez, Griezmann     | 74' Suárez                                                                      |
| 18 december 2019 20:00 Camp Nou Barcelona                          | FC Barcelona                                             | 0–0                         | Real Madrid CF                        | Ter Stegen Semedo (55' Vidal), Piqué, Lenglet, Alba Roberto, Rakitić, de Jong Messi, Suárez, Griezmann (83' Fati)                       | 21' Rakitić 40' Suárez 45' Lenglet                                              |
| 18 december 2019 20:00 Camp Nou Barcelona                          |                                                          |                             |                                       | Ter Stegen Semedo (55' Vidal), Piqué, Lenglet, Alba Roberto, Rakitić, de Jong Messi, Suárez, Griezmann (83' Fati)                       | 21' Rakitić 40' Suárez 45' Lenglet                                              |
| 21 december 2019 16:00 Camp Nou Barcelona                          | FC Barcelona                                             | 4–1                         | Deportivo Alavés                      | Ter Stegen Roberto (85' Semedo), Piqué, Umtiti, Alba Vidal, Busquets (79' de Jong), Aleñá Messi, Suárez (85' Pérez), Griezmann          | 67' Umtiti 88' Alba                                                             |
| 21 december 2019 16:00 Camp Nou Barcelona                          | 14' Griezmann 45' Vidal 69' Messi 75' Suárez (pen.)      | 1–0 2–0 2–1 3–1 4–1         | 56' Pons                              | Ter Stegen Roberto (85' Semedo), Piqué, Umtiti, Alba Vidal, Busquets (79' de Jong), Aleñá Messi, Suárez (85' Pérez), Griezmann          | 67' Umtiti 88' Alba                                                             |
| 4 januari 2020 21:00 Estadi Cornellà-El Prat Cornellà de Llobregat | RCD Espanyol                                             | 2–2                         | FC Barcelona                          | Neto Roberto, Piqué, Lenglet, Alba Rakitić (46' Vidal), Busquets, de Jong Messi, Suárez, Griezmann (80' Semedo)                         | 66' de Jong 75' de Jong                                                         |
| 4 januari 2020 21:00 Estadi Cornellà-El Prat Cornellà de Llobregat | 23' Silva 88' Lei                                        | 1–0 1–1 1–2 2–2             | 50' Suárez 59' Vidal                  | Neto Roberto, Piqué, Lenglet, Alba Rakitić (46' Vidal), Busquets, de Jong Messi, Suárez, Griezmann (80' Semedo)                         | 66' de Jong 75' de Jong                                                         |
| Terugronde                                                         |                                                          |                             |                                       | |                                                                                 |
| 19 januari 2020 21:00 Camp Nou Barcelona                           | FC Barcelona                                             | 1–0                         | Granada CF                            | Ter Stegen Roberto, Piqué, Umtiti, Alba Vidal (83' Arthur), Busquets, Rakitić (71' Puig) Fati (79' Pérez), Messi, Griezmann             |                                                                                 |
| 19 januari 2020 21:00 Camp Nou Barcelona                           | 76' Messi                                                | 1–0                         |                                       | Ter Stegen Roberto, Piqué, Umtiti, Alba Vidal (83' Arthur), Busquets, Rakitić (71' Puig) Fati (79' Pérez), Messi, Griezmann             |                                                                                 |
| 25 januari 2020 16:00 Estadio Mestalla Valencia                    | Valencia CF                                              | 2–0                         | FC Barcelona                          | Ter Stegen Roberto, Piqué, Umtiti Busquets Fati (85' Collado, Alba, de Jong (85' Rakitić), Arthur (56' Vidal) Messi, Griezmann          | 10' Piqué 43' Umtiti 52' Busquets                                               |
| 25 januari 2020 16:00 Estadio Mestalla Valencia                    | 48' Alba (e.d.) 77' Gómez                                | 1–0 2–0                     |                                       | Ter Stegen Roberto, Piqué, Umtiti Busquets Fati (85' Collado, Alba, de Jong (85' Rakitić), Arthur (56' Vidal) Messi, Griezmann          | 10' Piqué 43' Umtiti 52' Busquets                                               |
| 2 februari 2020 21:00 Camp Nou Barcelona                           | FC Barcelona                                             | 2–1                         | Levante UD                            | Ter Stegen Semedo, Piqué, Lenglet, Alba de Jong (80' Arthur), Busquets, Rakitić Messi, Griezmann (71' Roberto), Fati (87' Puiq)         | 65' Piqué 65' Alba                                                              |
| 2 februari 2020 21:00 Camp Nou Barcelona                           | 30' Fati 31' Fati                                        | 1–0 2–0 2–1                 | 90+2' Rochina                         | Ter Stegen Semedo, Piqué, Lenglet, Alba de Jong (80' Arthur), Busquets, Rakitić Messi, Griezmann (71' Roberto), Fati (87' Puiq)         | 65' Piqué 65' Alba                                                              |
| 9 februari 2020 21:00 Estadio Benito Villamarín Sevilla            | Real Betis                                               | 2–3                         | FC Barcelona                          | Ter Stegen Semedo, Umtiti, Lenglet, Firpo (57' Alba) Busquets, Roberto, de Jong Vidal (57' Arthur) Messi, Griezmann (89' Rakitić)       | 5' Lenglet 29' Roberto 32' Vidal 57' Busquets 79' Lenglet                       |
| 9 februari 2020 21:00 Estadio Benito Villamarín Sevilla            | 6' Canales (pen.) 26' Fekir                              | 1–0 1–1 2–1 2–2 2–3         | 9' De Jong 45+3' Busquets 72' Lenglet | Ter Stegen Semedo, Umtiti, Lenglet, Firpo (57' Alba) Busquets, Roberto, de Jong Vidal (57' Arthur) Messi, Griezmann (89' Rakitić)       | 5' Lenglet 29' Roberto 32' Vidal 57' Busquets 79' Lenglet                       |
| 16 februari 2020 16:00 Camp Nou Barcelona                          | FC Barcelona                                             | 2–1                         | Getafe CF                             | Ter Stegen Roberto, Piqué, Umtiti, Alba (22' Firpo) de Jong, Busquets, Arthur (75' Rakitić) Messi, Griezmann, Fati (85' Vidal)          | 49' Umtiti 82' Firpo 85' Fati                                                   |
| 16 februari 2020 16:00 Camp Nou Barcelona                          | 33' Griezmann 39' Roberto                                | 1–0 2–0 2–1                 | 66' Rodríguez                         | Ter Stegen Roberto, Piqué, Umtiti, Alba (22' Firpo) de Jong, Busquets, Arthur (75' Rakitić) Messi, Griezmann, Fati (85' Vidal)          | 49' Umtiti 82' Firpo 85' Fati                                                   |
| 23 februari 2020 16:00 Camp Nou Barcelona                          | FC Barcelona                                             | 5–0                         | SD Eibar                              | Ter Stegen Semedo, Piqué (68' Umtiti), Lenglet, Firpo Rakitić, Busquets (59' de Jong), Arthur Messi, Griezmann (72' Braithwaite), Vidal |                                                                                 |
| 23 februari 2020 16:00 Camp Nou Barcelona                          | 14' Messi 37' Messi 40' Messi 87' Messi 89' Arthur       | 1–0 2–0 3–0 4–0 5–0         |                                       | Ter Stegen Semedo, Piqué (68' Umtiti), Lenglet, Firpo Rakitić, Busquets (59' de Jong), Arthur Messi, Griezmann (72' Braithwaite), Vidal |                                                                                 |
| 1 maart 2020 21:00 Estadio Santiago Bernabéu Madrid                | Real Madrid CF                                           | 2–0                         | FC Barcelona                          | Ter Stegen Semedo, Piqué, Umtiti, Alba Vidal (69' Braithwaite), Arthur (80' Rakitić), Busquets, de Jong Messi, Griezmann (81' Fati)     | 19' Alba 85' Messi                                                              |
| 1 maart 2020 21:00 Estadio Santiago Bernabéu Madrid                | 71' Vinícius 90+2' Mariano                               | 1–0 2–0                     |                                       | Ter Stegen Semedo, Piqué, Umtiti, Alba Vidal (69' Braithwaite), Arthur (80' Rakitić), Busquets, de Jong Messi, Griezmann (81' Fati)     | 19' Alba 85' Messi                                                              |
| 8 maart 2020 18:30 Camp Nou Barcelona                              | FC Barcelona                                             | 1–0                         | Real Sociedad                         | Ter Stegen Semedo, Piqué, Lenglet, Alba Rakitić (74' Vidal), Busquets, de Jong Griezmann (85' Fati), Messi, Braithwaite (88' Firpo      | 16' Lenglet 42' Messi 61' Piqué 88' Busquets                                    |
| 8 maart 2020 18:30 Camp Nou Barcelona                              | 81' Messi (pen.)                                         | 1–0                         |                                       | Ter Stegen Semedo, Piqué, Lenglet, Alba Rakitić (74' Vidal), Busquets, de Jong Griezmann (85' Fati), Messi, Braithwaite (88' Firpo      | 16' Lenglet 42' Messi 61' Piqué 88' Busquets                                    |
| 15 maart 2020 18:30 Iberostar Estadi Palma                         | RCD Mallorca                                             | Uitgesteld                  | FC Barcelona                          | |                                                                                 |
| 15 maart 2020 18:30 Iberostar Estadi Palma                         |                                                          |                             |                                       | |                                                                                 |
| 22 maart 2020 18:30 Camp Nou Barcelona                             | FC Barcelona                                             | Uitgesteld                  | CD Leganés                            | |                                                                                 |
| 22 maart 2020 18:30 Camp Nou Barcelona                             |                                                          |                             |                                       | |                                                                                 |
| 5 april 2020 18:30 Estadio Ramón Sánchez Pizjuán Sevilla           | Sevilla FC                                               | Uitgesteld                  | FC Barcelona                          | |                                                                                 |
| 5 april 2020 18:30 Estadio Ramón Sánchez Pizjuán Sevilla           |                                                          |                             |                                       | |                                                                                 |
| 12 april 2020 18:30 Camp Nou Barcelona                             | FC Barcelona                                             | Uitgesteld                  | Athletic Bilbao                       | |                                                                                 |
| 12 april 2020 18:30 Camp Nou Barcelona                             |                                                          |                             |                                       | |                                                                                 |
| 22 april 2020 21:00 Estadio Balaídos Vigo                          | Celta de Vigo                                            | Uitgesteld                  | FC Barcelona                          | |                                                                                 |
| 22 april 2020 21:00 Estadio Balaídos Vigo                          |                                                          |                             |                                       | |                                                                                 |
| 26 april 2020 18:30 Camp Nou Barcelona                             | FC Barcelona                                             | Uitgesteld                  | Atlético Madrid                       | |                                                                                 |
| 26 april 2020 18:30 Camp Nou Barcelona                             |                                                          |                             |                                       | |                                                                                 |
| 3 mei 2020 18:30 Estadio de la Cerámica Villareal                  | Villareal CF                                             | Uitgesteld                  | FC Barcelona                          | |                                                                                 |
| 3 mei 2020 18:30 Estadio de la Cerámica Villareal                  |                                                          |                             |                                       | |                                                                                 |
| 10 mei 2020 18:30 Camp Nou Barcelona                               | FC Barcelona                                             | Uitgesteld                  | RCD Espanyol                          | |                                                                                 |
| 10 mei 2020 18:30 Camp Nou Barcelona                               |                                                          |                             |                                       | |                                                                                 |
| 13 mei 2020 21:00 Estadio Nuevo José Zorrilla Valladolid           | Real Valladolid                                          | Uitgesteld                  | FC Barcelona                          | |                                                                                 |
| 13 mei 2020 21:00 Estadio Nuevo José Zorrilla Valladolid           |                                                          |                             |                                       | |                                                                                 |
| 17 mei 2020 18:30 Camp Nou Barcelona                               | FC Barcelona                                             | Uitgesteld                  | CA Osasuna                            | |                                                                                 |
| 17 mei 2020 18:30 Camp Nou Barcelona                               |                                                          |                             |                                       | |                                                                                 |
| 24 mei 2020 18:30 Estadio Mendizorrotza Vitoria-Gasteiz            | Deportivo Alavés                                         | Uitgesteld                  | FC Barcelona                          | |                                                                                 |
| 24 mei 2020 18:30 Estadio Mendizorrotza Vitoria-Gasteiz            |                                                          |                             |                                       | |                                                                                 |

### Overzicht
| Speeldag  | 1  | 2 | 3 | 4 | 5 | 6  | 7  | 8  | 9  | 10 | 11 | 12 | 13 | 14 | 15 | 16 | 17 | 18 | 19 | 20 | 21 | 22 | 23 | 24 | 25 | 26 | 27 | 28 | 29 | 30 | 31 | 32 | 33 | 34 | 35 | 36 | 37 | 38 |
| --------- | -- | - | - | - | - | -- | -- | -- | -- | -- | -- | -- | -- | -- | -- | -- | -- | -- | -- | -- | -- | -- | -- | -- | -- | -- | -- | -- | -- | -- | -- | -- | -- | -- | -- | -- | -- | -- |
| Resultaat | v  | w | g | w | v | w  | w  | w  | w  | w  | v  | w  | w  | w  | w  | g  | g  | w  | g  | w  | v  | w  | w  | w  | w  | v  | w  |    |    |    |    |    |    |    |    |    |    |    |
| Punten    | 0  | 3 | 4 | 7 | 7 | 10 | 13 | 16 | 19 | 22 | 22 | 25 | 28 | 31 | 34 | 35 | 36 | 39 | 40 | 43 | 43 | 46 | 49 | 52 | 55 | 55 | 58 |    |    |    |    |    |    |    |    |    |    |    |
| Positie   | 15 | 9 | 8 | 5 | 8 | 6  | 4  | 2  | 1  | 1  | 1  | 1  | 1  | 1  | 1  | 1  | 1  | 1  | 1  | 1  | 2  | 2  | 2  | 2  | 1  | 2  | 1  |    |    |    |    |    |    |    |    |    |    |    |

## Copa del Rey
| Copa del Rey                                               |                                                         |                     |                               | |                                                               |
| Wedstrijddetails                                           | Thuisploeg                                              | Uitslag             | Uitploeg                      | Opstelling | Kaarten                                                       |
| 1/16 finale                                                |                                                         |                     |                               | |                                                               |
| 22 januari 2020 19:00 Estadi Municipal de Can Misses Ibiza | UD Ibiza                                                | 1–2                 | FC Barcelona                  | Neto Roberto, Lenglet, Firpo de Jong Semedo, Fati, Rakitić (81' Vidal), Puig (71' Arthur) Griezmann, Pérez (59' Alba)          | 90+3' Fati                                                    |
| 22 januari 2020 19:00 Estadi Municipal de Can Misses Ibiza | 9' Pep Caballé                                          | 1–0 1–1 1–2         | 72' Griezmann 90+4' Griezmann | Neto Roberto, Lenglet, Firpo de Jong Semedo, Fati, Rakitić (81' Vidal), Puig (71' Arthur) Griezmann, Pérez (59' Alba)          | 90+3' Fati                                                    |
| Achtste finale                                             |                                                         |                     |                               | |                                                               |
| 30 januari 2020 19:00 Camp Nou Barcelona                   | FC Barcelona                                            | 5–0                 | CD Leganés                    | Ter Stegen Semedo, Piqué, Lenglet, Alba (64' Firpo) Vidal (61' Rakitić), Busquets, de Jong Messi, Griezmann (72' Arthur), Fati |                                                               |
| 30 januari 2020 19:00 Camp Nou Barcelona                   | 4' Griezmann 27' Lenglet 59' Messi 77' Arthur 89' Messi | 1–0 2–0 3–0 4–0 5–0 |                               | Ter Stegen Semedo, Piqué, Lenglet, Alba (64' Firpo) Vidal (61' Rakitić), Busquets, de Jong Messi, Griezmann (72' Arthur), Fati |                                                               |
| Kwartfinale                                                |                                                         |                     |                               | |                                                               |
| 6 februari 2020 21:00 San Mamés Bilbao                     | Athletic Bilbao                                         | 1–0                 | FC Barcelona                  | Ter Stegen Semedo, Piqué, Lenglet, Alba (64' Firpo) Vidal (61' Rakitić), Busquets, de Jong Messi, Griezmann (72' Arthur), Fati | 6' Semedo 39' Messi 40' Alba 57' de Jong 72' Piqué 82' Arthur |
| 6 februari 2020 21:00 San Mamés Bilbao                     | 90+3' Busquets (e.d.)                                   | 1–0                 |                               | Ter Stegen Semedo, Piqué, Lenglet, Alba (64' Firpo) Vidal (61' Rakitić), Busquets, de Jong Messi, Griezmann (72' Arthur), Fati | 6' Semedo 39' Messi 40' Alba 57' de Jong 72' Piqué 82' Arthur |

## UEFA Champions League
| UEFA Champions League                                |                                    |                 |                             | |                                                |
| Wedstrijddetails                                     | Thuisploeg                         | Uitslag         | Uitploeg                    | Opstelling | Kaarten                                        |
| Groepsfase                                           |                                    |                 |                             | |                                                |
| 17 september 2019 21:00 Signal Iduna Park Dortmund   | Borussia Dortmund                  | 0–0             | FC Barcelona                | Ter Stegen Semedo, Piqué, Lenglet, Alba (40' Roberto) Arthur, Busquets (60' Rakitić), de Jong Fati (59' Messi), Suárez, Griezmann      | 50' Pique 55' Semedo 70' Rakitić               |
| 17 september 2019 21:00 Signal Iduna Park Dortmund   |                                    |                 |                             | Ter Stegen Semedo, Piqué, Lenglet, Alba (40' Roberto) Arthur, Busquets (60' Rakitić), de Jong Fati (59' Messi), Suárez, Griezmann      | 50' Pique 55' Semedo 70' Rakitić               |
| 2 oktober 2019 21:00 Camp Nou Barcelona              | FC Barcelona                       | 2–1             | Inter Milan                 | Ter Stegen Roberto, Piqué, Lenglet, Semedo de Jong, Busquets (53' Vidal), Arthur Messi, Suárez, Griezmann (66' Dembélé)                | 9' Griezmann 22' Piqué 52' Roberto 76' Vidal   |
| 2 oktober 2019 21:00 Camp Nou Barcelona              | 58' Suárez 84' Suárez              | 0–1 1–1 2–1     | 2' Martínez                 | Ter Stegen Roberto, Piqué, Lenglet, Semedo de Jong, Busquets (53' Vidal), Arthur Messi, Suárez, Griezmann (66' Dembélé)                | 9' Griezmann 22' Piqué 52' Roberto 76' Vidal   |
| 23 oktober 2019 21:00 Sinobo Stadium Praag           | Slavia Praag                       | 1–2             | FC Barcelona                | Ter Stegen Semedo, Piqué, Lenglet, Alba de Jong, Busquets (78' Vidal), Arthur (84' Rakitić) Messi, Suárez, Griezmann (69' Dembélé)     | 35' Alba 90+5' Dembélé                         |
| 23 oktober 2019 21:00 Sinobo Stadium Praag           | 50' Bořil                          | 0–1 1–1 1–2     | 3' Messi 57' Olayinka (e.d) | Ter Stegen Semedo, Piqué, Lenglet, Alba de Jong, Busquets (78' Vidal), Arthur (84' Rakitić) Messi, Suárez, Griezmann (69' Dembélé)     | 35' Alba 90+5' Dembélé                         |
| 5 november 2019 18:55 Camp Nou Barcelona             | FC Barcelona                       | 0–0             | Slavia Praag                | Ter Stegen Semedo, Piqué, Lenglet, Alba (46' Roberto) de Jong, Vidal, Busquets (68' Rakitić) Dembélé (65' Fati), Messi, Griezmann      | 14' Piqué 32' Semedo 43' Busquets              |
| 5 november 2019 18:55 Camp Nou Barcelona             |                                    |                 |                             | Ter Stegen Semedo, Piqué, Lenglet, Alba (46' Roberto) de Jong, Vidal, Busquets (68' Rakitić) Dembélé (65' Fati), Messi, Griezmann      | 14' Piqué 32' Semedo 43' Busquets              |
| 27 november 2019 21:00 Camp Nou Barcelona            | FC Barcelona                       | 3–1             | Borussia Dortmund           | Ter Stegen Roberto, Umtiti, Lenglet, Firpo Rakitić (78' Vidal), Busquets, de Jong Messi, Suárez (90+1' Wague), Dembélé (26' Griezmann) | 51' Messi 71' Busquets                         |
| 27 november 2019 21:00 Camp Nou Barcelona            | 29' Suárez 33' Messi 67' Griezmann | 1–0 2–0 3–0 3–1 | 77' Sancho                  | Ter Stegen Roberto, Umtiti, Lenglet, Firpo Rakitić (78' Vidal), Busquets, de Jong Messi, Suárez (90+1' Wague), Dembélé (26' Griezmann) | 51' Messi 71' Busquets                         |
| 10 december 2019 21:00 Stadio Giuseppe Meazza Milaan | Inter Milan                        | 1–2             | FC Barcelona                | Neto Tobido, Umtiti, Lenglet Rakitić (63' de Jong) Wagué, Firpo, Vidal, Aleñà Pérez (85' Fati) , Griezmann (62' Suárez)                | 35' Lenglet 49' Firpo                          |
| 10 december 2019 21:00 Stadio Giuseppe Meazza Milaan | 44' Lukaku                         | 0–1 1–1 1–2     | 23' Pérez 86' Fati          | Neto Tobido, Umtiti, Lenglet Rakitić (63' de Jong) Wagué, Firpo, Vidal, Aleñà Pérez (85' Fati) , Griezmann (62' Suárez)                | 35' Lenglet 49' Firpo                          |
| 1/8 finale                                           |                                    |                 |                             | |                                                |
| 25 februari 2019 21:00 Stadio San Paolo Napels       | SSC Napoli                         | 1–1             | FC Barcelona                | Ter Stegen Semedo, Piqué (90+3' Lenglet), Umtiti, Firpo Rakitić (56' Arthur), Busquets, de Jong Vidal, Messi, Griezmann (87' Fati)     | 49' Busquets 66' Messi 83' Griezmann 89' Vidal |
| 25 februari 2019 21:00 Stadio San Paolo Napels       | 30' Mertens                        | 1–0 1–1         | 57' Griezmann               | Ter Stegen Semedo, Piqué (90+3' Lenglet), Umtiti, Firpo Rakitić (56' Arthur), Busquets, de Jong Vidal, Messi, Griezmann (87' Fati)     | 49' Busquets 66' Messi 83' Griezmann 89' Vidal |
| 18 maart 2019 21:00 Camp Nou Barcelona               | FC Barcelona                       | Uitgesteld      | SSC Napoli                  | |                                                |
| 18 maart 2019 21:00 Camp Nou Barcelona               |                                    |                 |                             | |                                                |

### Klassement groepsfase
| #  | Club              | GS | W | G | V | DV | DT | DS | PTN |
| -- | ----------------- | -- | - | - | - | -- | -- | -- | --- |
| 1. | FC Barcelona      | 6  | 4 | 2 | 0 | 9  | 4  | +5 | 14  |
| 2. | Borussia Dortmund | 6  | 3 | 1 | 2 | 8  | 8  | 0  | 10  |
| 3. | Inter Milan       | 6  | 2 | 1 | 3 | 10 | 9  | +1 | 7   |
| 4. | Slavia Praag      | 6  | 0 | 2 | 4 | 4  | 10 | −7 | 2   |

## Afbeeldingen

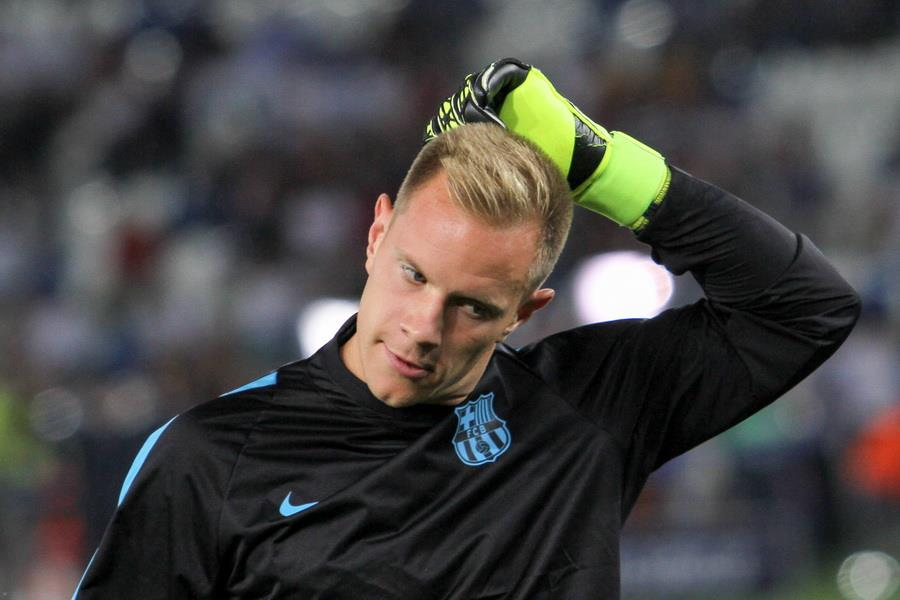
Marc-André ter Stegen (doelman)
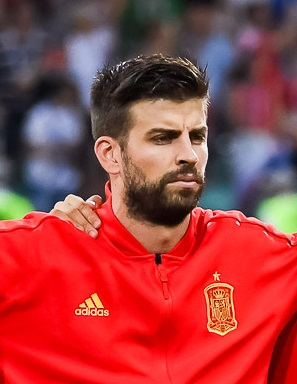
Gerard Piqué (verdediger)
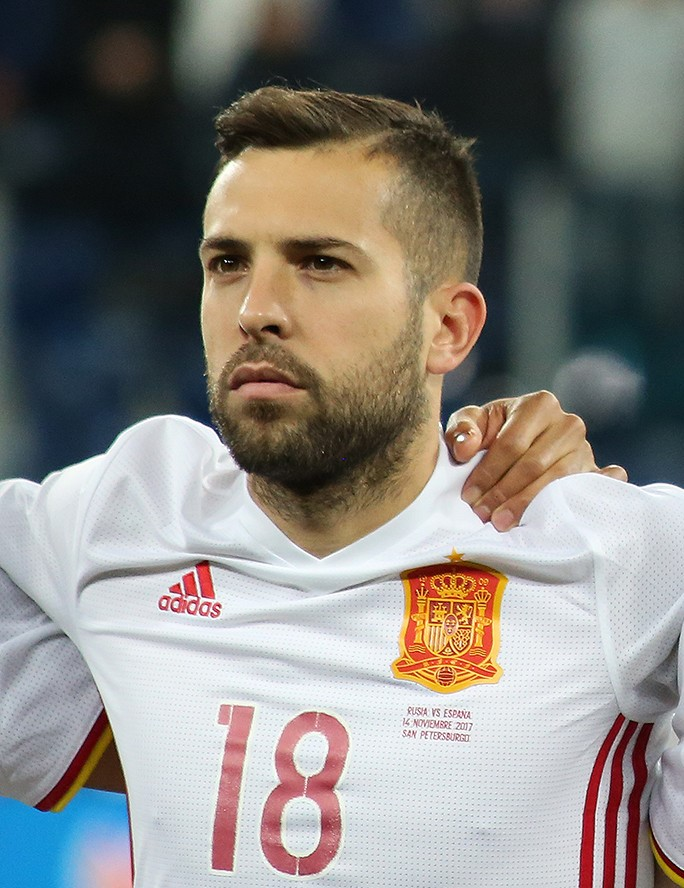
Jordi Alba (verdediger)
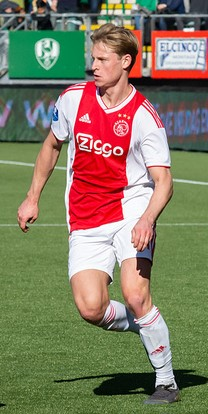
Frenkie de Jong (middenvelder)
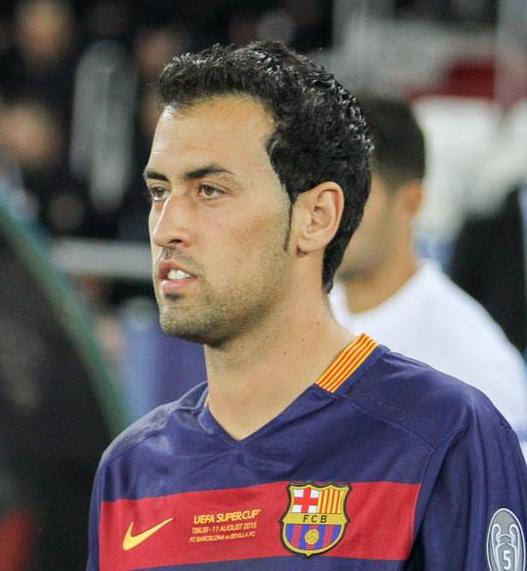
Sergio Busquets (middenvelder)
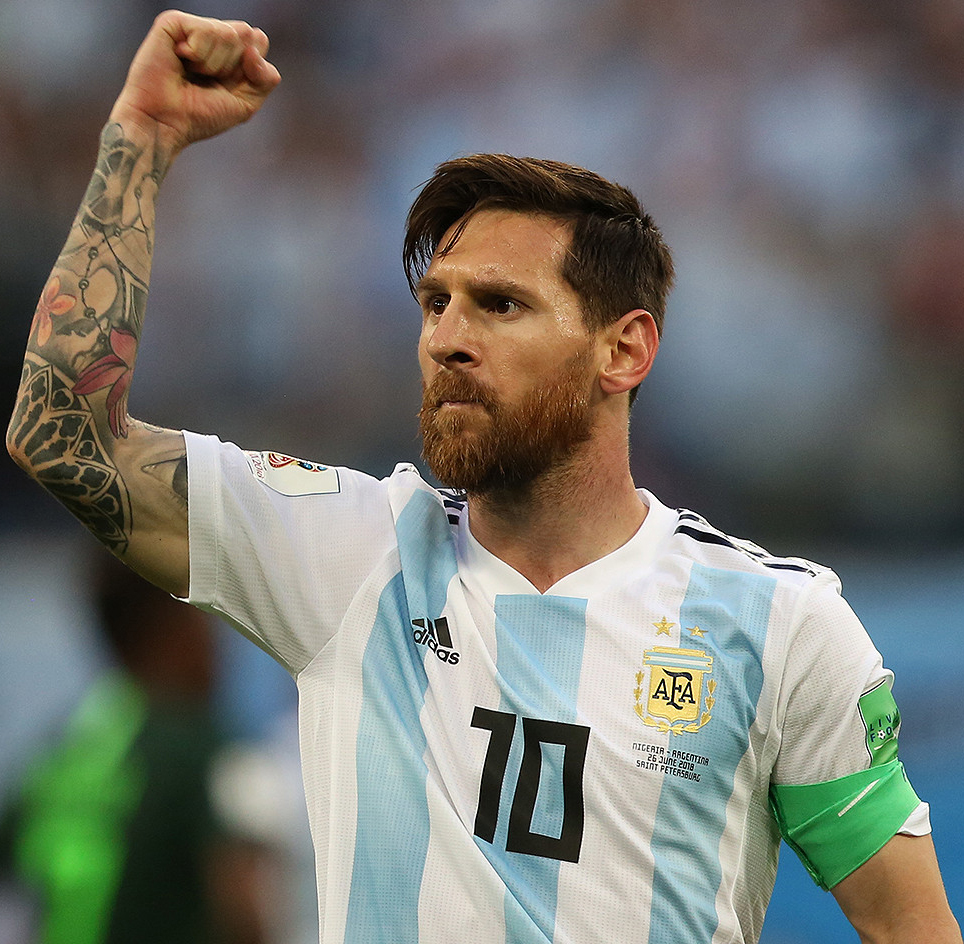
Lionel Messi (aanvaller)
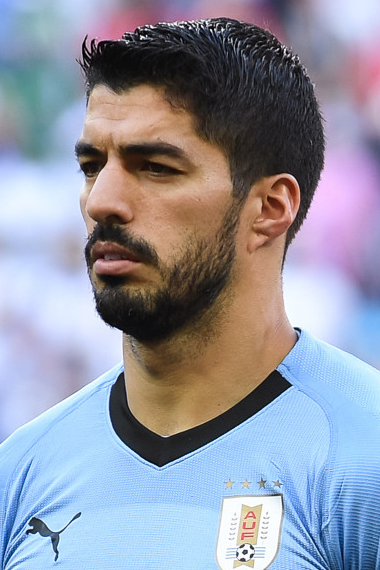
Luis Suárez (aanvaller)
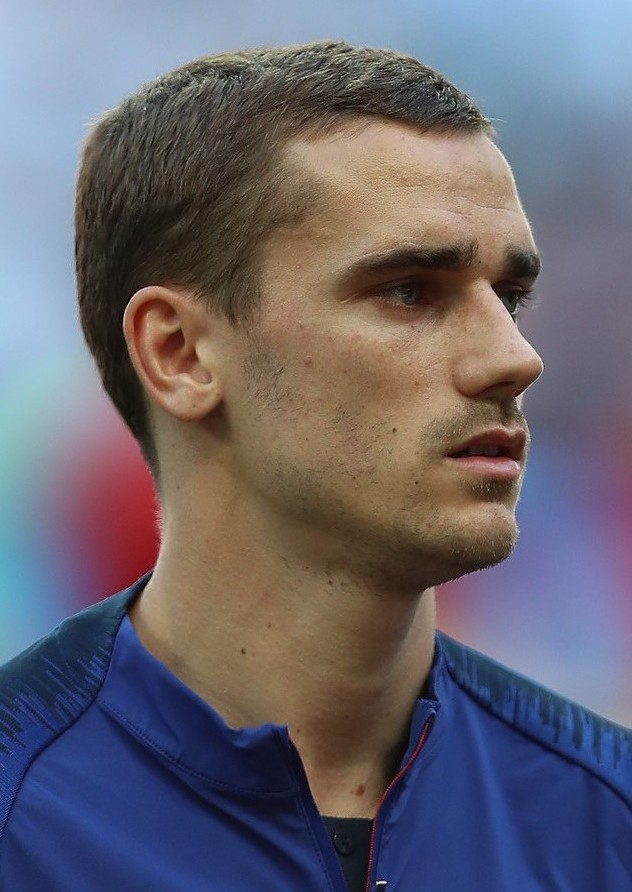
Antoine Griezmann (aanvaller)
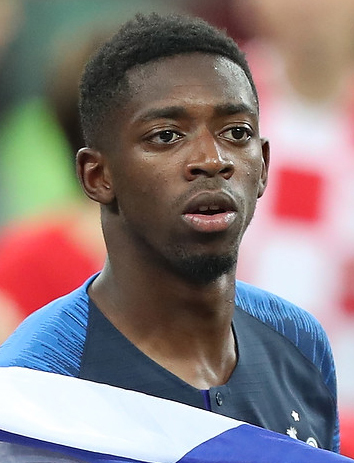
Ousmane Dembélé (aanvaller)

1985/86 · 1986/87 · 1987/88 · 1988/89 · 1989/90 · 1990/91 · 1991/92 · 1992/93 · 1993/94 · 1994/95 · 1995/96 · 1996/97 · 1997/98 · 1998/99 · 1999/00 · 2000/01 · 2001/02 · 2002/03 · 2003/04 · 2004/05 · 2005/06 · 2006/07 · 2007/08 · 2008/09 · 2009/10 · 2010/11 · 2011/12 · 2012/13 · 2013/14 · 2014/15 · 2015/16 · 2016/17 · 2017/18 · 2018/19 · 2019/20 · 2021/22 · 2022/23 · 2023/24 · 2024/25